# 월평도서관
월평도서관은 대전광역시 서구에 있는 공립 도서관이다.

## 연혁
- 2019년 12월 17일 개관.